# Johannes Leendert van Soest
Johannes Leendert van Soest (Den Haag, 13 oktober 1898 - Wassenaar, 30 oktober 1983) was een Nederlands ingenieur en botanicus.

## Biografie
Van Soest studeerde in 1925 af aan de Technische Hogeschool in Delft (nu Technische universiteit Delft). Als elektrotechnisch ingenieur, en later als directeur, was hij werkzaam aan het Physisch Laboratorium van de toenmalige PTT in Den Haag. Hier verrichtte hij onderzoek ten behoeve van Nederlandse defensie. In 1949 werd hij benoemd tot buitengewoon hoogleraar elektrotechniek aan de Technische universiteit Delft. In 1964 ging hij met emeritaat.
In zijn vrije tijd en na zijn pensionering hield Van Soest zich bezig met botanische werk, en dan met name het geslacht Taraxacum (paardenbloemen). Voor zijn botanische verdiensten ontving hij van de Universiteit Utrecht een eredoctoraat. Ook werd hij benoemd tot officier in de Orde van Oranje-Nassau.

## Wetenschappelijk werk
Van Soest was een internationaal autoriteit op het gebied van het geslacht Taraxacum, waarbij hij honderden nieuwe soorten paardenbloemen beschreef. Zijn door hem opgebouwde herbarium (circa 50.000 specimens) en zijn botanische correspondentie werden geschonken aan het Rijksherbarium in Leiden.